# Christoph Dreier
Christoph Dreier (Mittersill, 27 aprile 1981) è un ex sciatore alpino austriaco.

## Biografia
Slalomista originario di Neukirchen am Großvenediger, Christoph Dreier disputò la sua prima gara FIS il 12 dicembre 1996 a Pichl-Preunegg ed esordì in Coppa Europa il 22 gennaio 2001 a Riesneralm Donnersbachwald, in entrambi i casi senza riuscire a portare a termine la prima manche. Il 13 dicembre 2005 si aggiudicò il primo podio in Coppa Europa, vincendo sulla Gran Risa in Alta Badia, e il 22 dicembre stesso anno debuttò in Coppa del Mondo a Kranjska Gora, gara nella quale non concluse la prima manche.
Nel 2010 ottenne il suo ultimo podio in Coppa Europa, la vittoria del 19 febbraio a Monte Pora, e il suo miglior piazzamento di carriera in Coppa del Mondo, il 12 dicembre a Val-d'Isère (10º); ai Mondiali di Garmisch-Partenkirchen 2011, sua unica presenza  iridata, fu 18º. Disputò l'ultima gara in Coppa del Mondo l'11 marzo 2012 a Kranjska Gora, senza qualificarsi per la seconda manche, e l'ultima in carriera - una gara FIS - il 7 aprile successivo a Hochfügen.

## Palmarès

### Coppa del Mondo
- Miglior piazzamento in classifica generale: 87º nel 2012

### Coppa Europa
- Miglior piazzamento in classifica generale: 20º nel 2006
- 5 podi:
  - 4 vittorie
  - 1 terzo posto

#### Coppa Europa - vittorie
| Data             | Località              | Paese   | Specialità |
| ---------------- | --------------------- | ------- | ---------- |
| 13 dicembre 2005 | Alta Badia            | Italia  | SL         |
| 6 febbraio 2006  | Ordino-Arcalís        | Andorra | SL         |
| 21 dicembre 2007 | Altenmarkt-Zauchensee | Austria | SC         |
| 19 febbraio 2010 | Monte Pora            | Italia  | SL         |

Legenda:

SL = slalom speciale

SC = supercombinata

### Far East Cup
- Miglior piazzamento in classifica generale: 24º nel 1999
- 1 podio:
  - 1 vittoria

#### Far East Cup - vittorie
| Data            | Località  | Paese         | Specialità |
| --------------- | --------- | ------------- | ---------- |
| 19 gennaio 1999 | Yongpyong | Corea del Sud | GS         |

Legenda:

GS = slalom gigante

### Campionati austriaci
- 3 medaglie[1]:
  - 3 argenti (slalom speciale nel 2007; slalom speciale nel 2010; slalom speciale nel 2011)

### Campionati austriaci juniores
- 1 medaglia[1]:
  - 1 bronzo (slalom speciale nel 1997)